# Septifer
Genre
Synonymes
- Brachydontes (Hormomya) Mörch, 1853[1]

Septifer est un genre de mollusques bivalves de la famille des Mytilidae. Ses espèces sont parfois nommées dattes de mer.

## Liste d'espèces
Selon World Register of Marine Species (16 octobre 2020) :
- Septifer bilocularis (Linnaeus, 1758)
- Septifer cumingii Récluz, 1848
- Septifer excisus (Wiegmann, 1837)
- Septifer huttoni (Cossmann, 1916) †
- Septifer ramulosus (Viader, 1951)
- Septifer rudis Dall, Bartsch & Rehder, 1938
- Septifer rufolineatus (E. A. Smith, 1911)
- Septifer torquatus (P. Marshall, 1918) †
- Septifer zeteki Hertlein & Strong, 1946

## Galerie

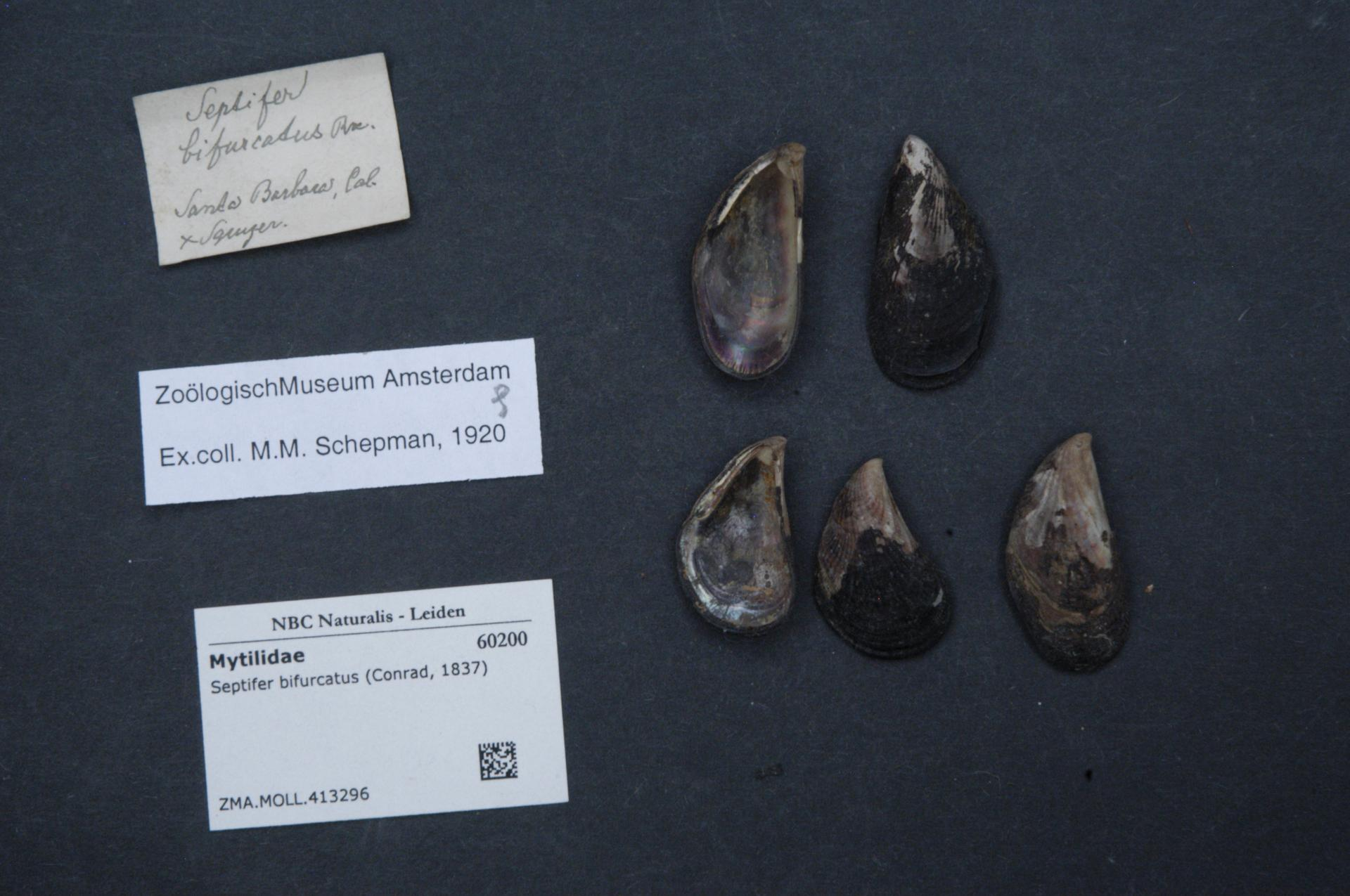
Septifer bifurcatus.
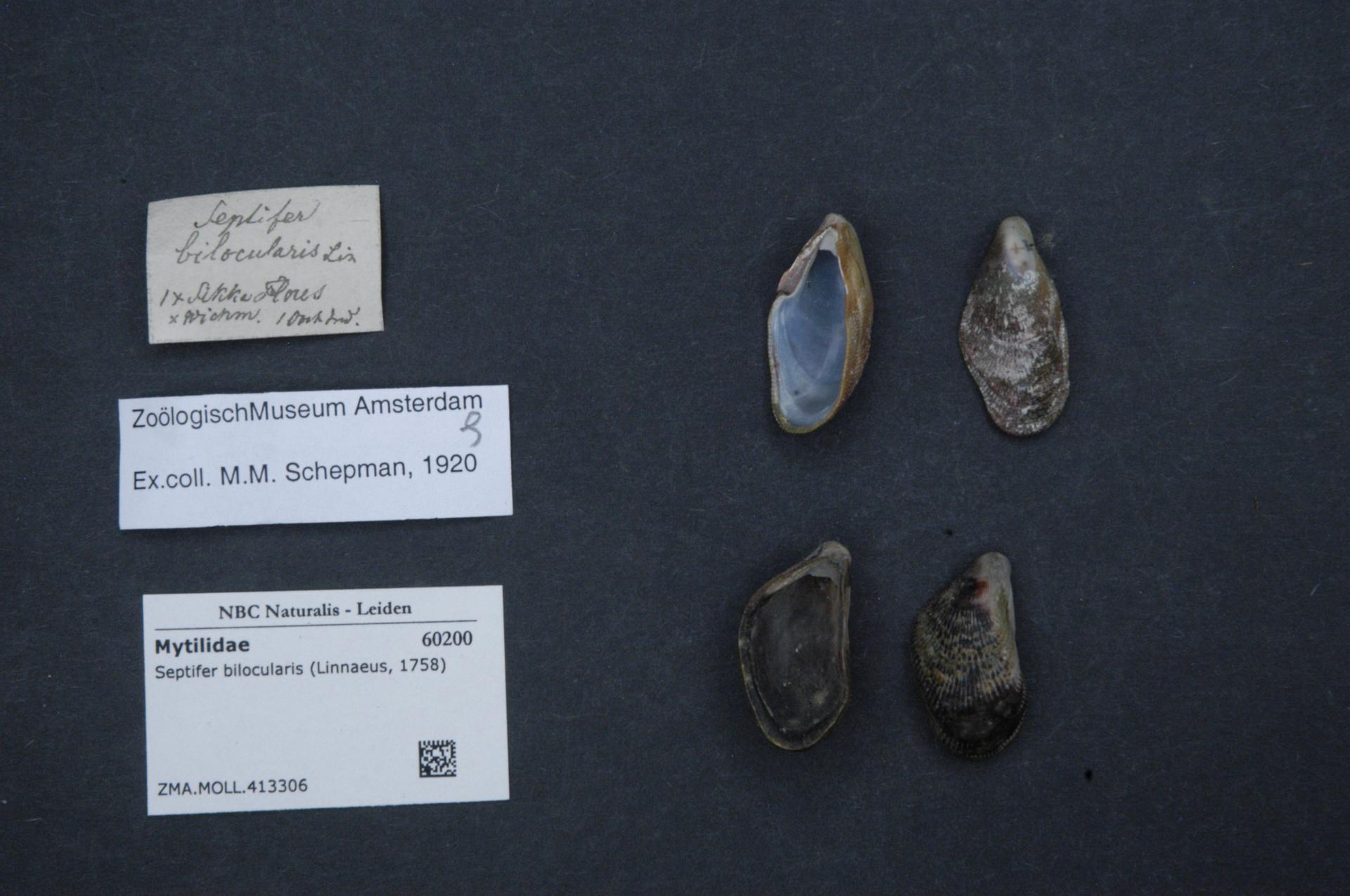
Septifer bilocularis.
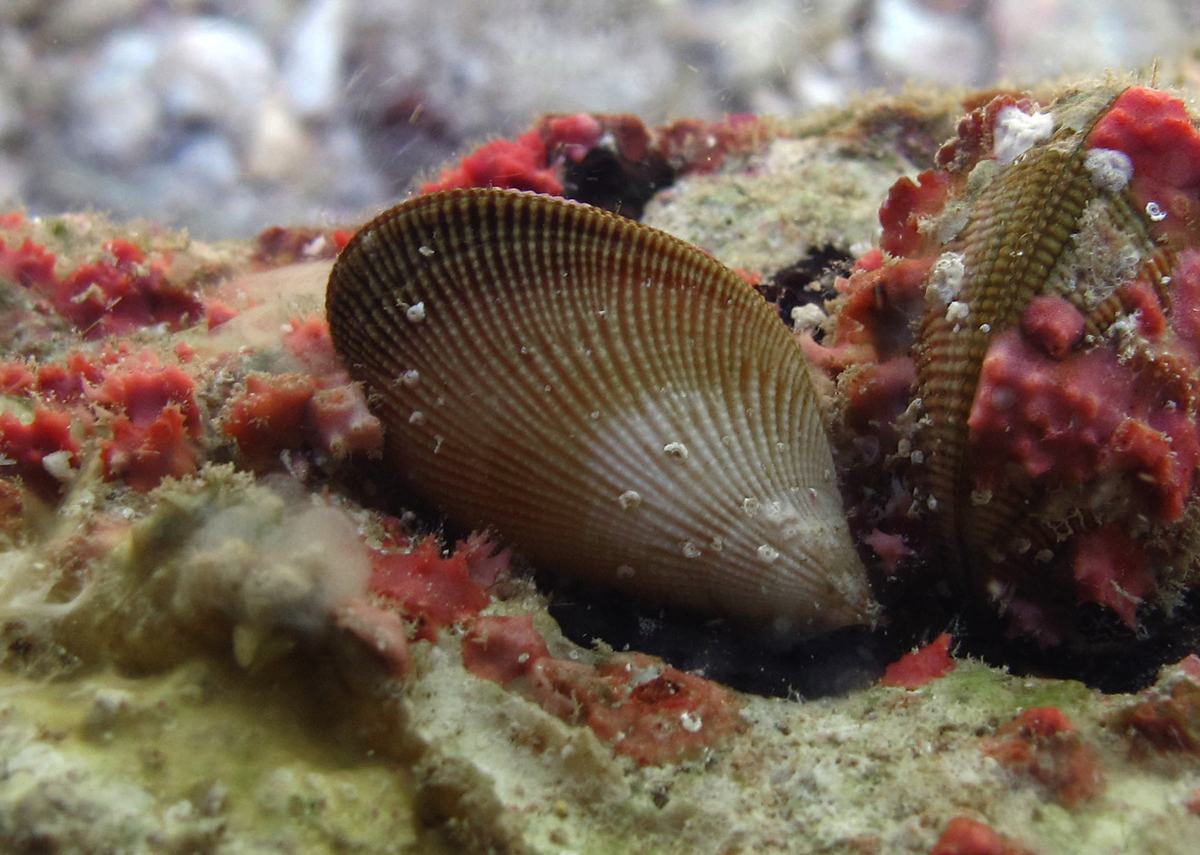
Septifer excisus.
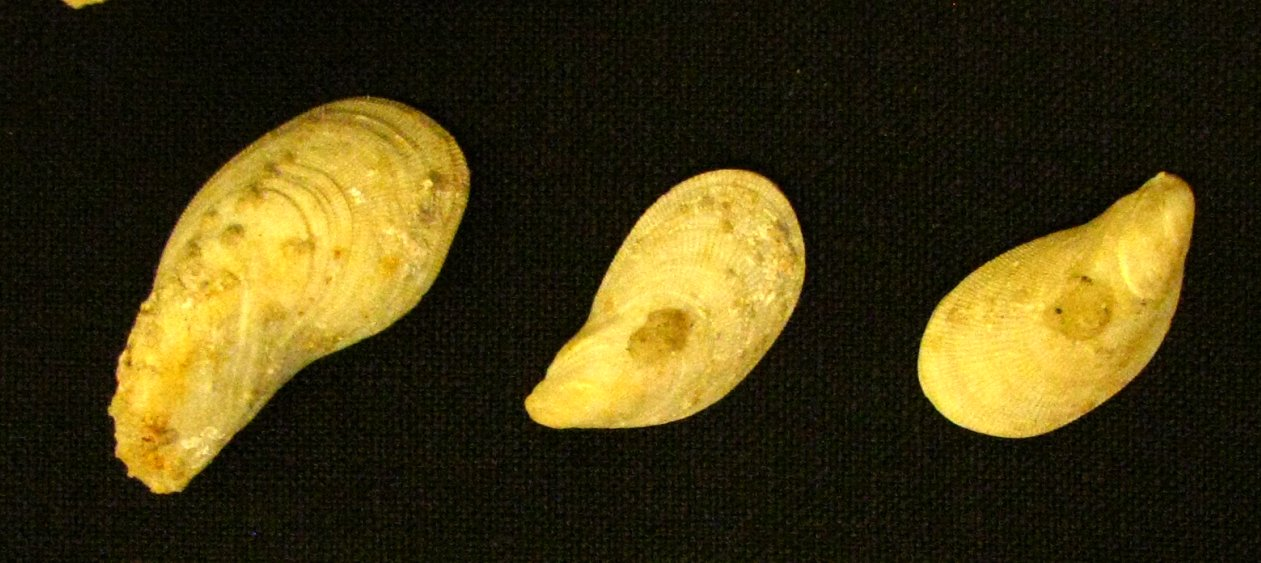
Septifer vaughni.
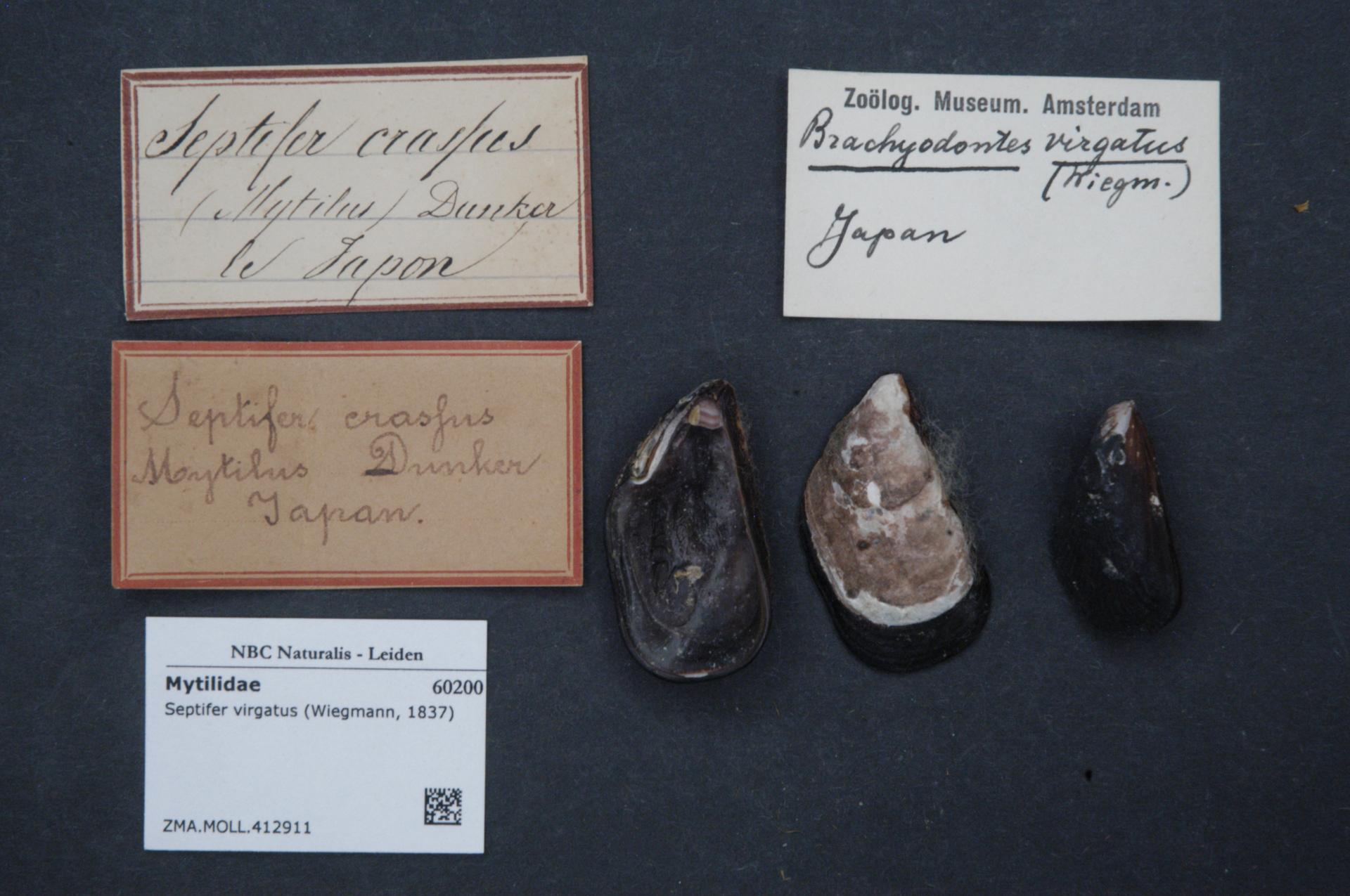
Septifer virgatus.